# Ragu

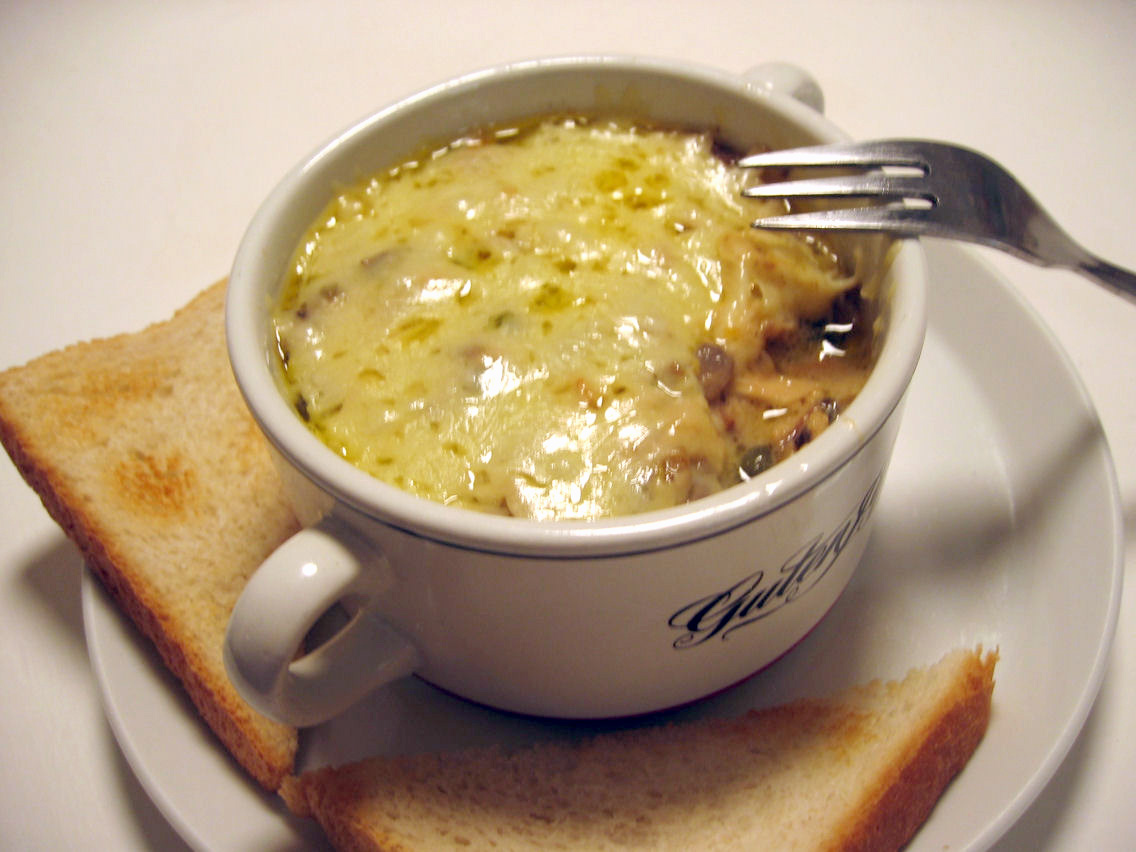
Ragu.

Ragu (franska: ragoût) är en maträtt, en stuvning av i bitar skuret kött, fågel eller vilt, ofta med tillsats av potatis, lök, svamp och liknande. Termen används även om vissa fiskstuvningar (exempelvis ålragu).